# Маријус Бер
Маријус Хугли (нем. Marius Hügli; Апенцел, 21. април 1993), професионално познат као Маријус Беар, је швајцарски певач. Представљао је Швајцарску на Песми Евровизије 2022. у Торину, Италија.

## Биографија
Студирао је за грађевинског механичара и већ шест година је активан као музичар. Пореклом је из Апенцела. Каријеру уличног музичара започео је у родној Швајцарској, као и у Немачкој. Године 2019. освојио је швајцарску музичку награду у категорији „Најбољи таленат“.

## Дискографија

### Албуми
| Година | Назив           |
| ------ | --------------- |
| 2019   | Not Loud Enough |
| 2022   | Boys Do Cry     |

### ЕП
| Година | Назив  |
| ------ | ------ |
| 2018   | Sanity |